# Vr1
Паровоз Vr1 (фин. Vaihtoveturi  — маневровый паровоз, raskas — тяжёлый, до 1942 года — L1, прозвище — Курица) — финский тяжёлый  маневровый танк-паровоз.
Проект паровоза был разработан в 1912 году по заданию Suomen Valtion Rautatiet (VR), которой для маневровой работы требовался локомотив с большим сцепным весом, так как уже имеющиеся на дороге маневровые локомотивы оказались слабы для вывоза маневровых составов повышенной длины. В 1913 году выпуск данных паровозов, которым присвоили серию L1 (в 1942 году сменилось на Vr1), был налажен сперва в Германии (завод Hanomag), а вскоре и в самой Финляндии (Tampella). Строились паровозы по 1927 год небольшими партиями, всего было выпущено 43 штуки. Паровозы изначально строились для работы на насыщенном паре, однако с 1925 года на них в ходе модернизации стали устанавливать пароперегреватели при одновременном сокращении испаряющей поверхности котла.
Паровоз оказался достаточно сильным и мощным, и в то же время весьма компактным, что обеспечило ему высокую репутацию. На финских железных дорогах паровозы этой серии проработали вплоть до 1975 года, то есть более 50 лет. Помимо Финляндии, паровозы данной серии эксплуатировались и в других странах. Так ещё в 1918 году, в связи с распадом Российской империи, часть этих паровозов оказалась на территории Советской России. В 1928 году 4 паровоза L1 были выкуплены VR, а два (№ 548 и 543) остались в России. Также во Вторую мировую войну в период советско-финской войны в СССР поступило ещё 2 паровоза серии L1 — № 530 и 531. Когда же началась Великая Отечественная война, то несколько данных паровозов попало и на территорию Германии (например L1-530).